# Purificación Tomás Vega
Purificación Tomás Vega (Oviedo, 1918-1990) fue una política asturiana, hija del político socialista Belarmino Tomás. 

## Biografía
En su infancia ya tuvo vocación política debido a que su familia se dedicaba a la política, y pronto militó en el Partido Socialista Obrero Español.
Durante la guerra civil española fue secretaria de la ejecutiva femenina de Juventudes Socialistas. El 5 de junio del año 1937 contrajo matrimonio con Rafael Fernández, expresidente de Asturias con quien tuvo cinco hijos y se exiliaría en México. En 1976 regresó a España junto a su marido, retomando su trabajo en la política.
En el año 1983 fue nombrada concejala por el PSOE en el Ayuntamiento de Oviedo, cargo que ejercería hasta su fallecimiento, el 10 de noviembre de 1990.